# Muscolo flessore breve del pollice

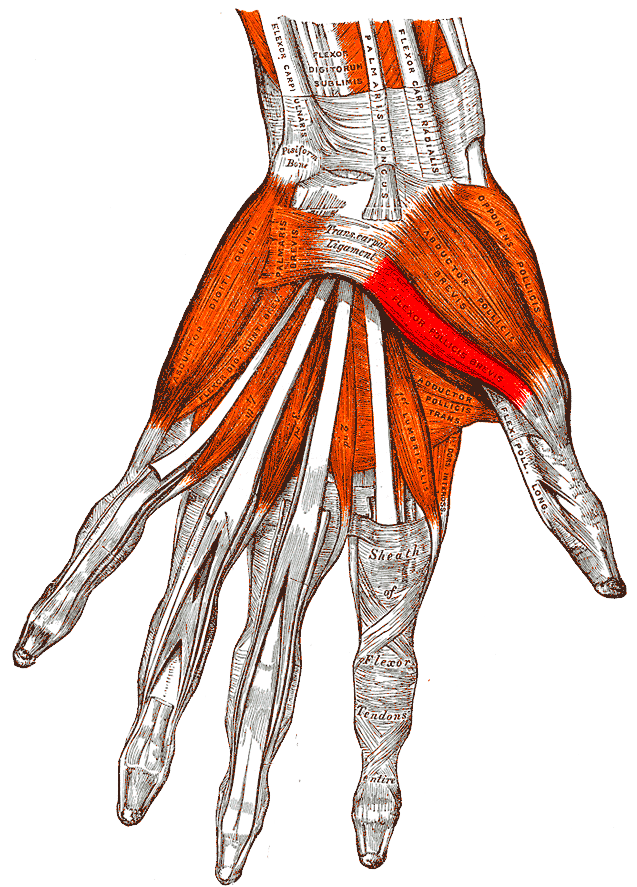
Il muscolo flessore breve del pollice evidenziato in rosso sulla muscolatura della mano

Il muscolo flessore breve del pollice è un muscolo della mano che flette il pollice. 
La parte superficiale origina dal tubercolo dell'osso trapezio, la parte profonda origina dall'osso capitato e dall'osso trapezoide, entrambe si inseriscono sulla parte laterale della falange prossimale del pollice.
Contraendosi, flette il pollice.
Il muscolo flessore breve del pollice ha il capo profondo innervato dal ramo profondo del nervo ulnare, mentre il capo superficiale è innervato dal ramo ricorrente del nervo mediale.